# Streptocarpus saxorum
Primevère du Cap
 (avril 2019).
Si vous disposez d'ouvrages ou d'articles de référence ou si vous connaissez des sites web de qualité traitant du thème abordé ici, merci de compléter l'article en donnant les références utiles à sa vérifiabilité et en les liant à la section « Notes et références ».
Espèce
Streptocarpus saxorum Engl., la primevère du Cap, est une espèce de plantes à fleurs de la famille des Gesneriaceae originaire d'Afrique du Sud. Bien que nommée Primevère en français (Cape Primrose, False african violet en anglais), elle ne possède aucun lien avec le genre Primula.

## Étymologie
Le nom Streptocarpus vient du grec 'streptos' qui signifie tordu et de 'karpos' qui désigne le fruit, faisant référence à la forme des graines et saxorum vient du latin 'saxum' qui signifie rocher.

## Description
C'est une plante essentiellement herbacée, bien qu'à terme ses tiges se lignifient et font donc du bois. C'est une plante tropicale qui n'accepte pas les gelées et est donc peu rustique sous nos climats français. Elle se conserve tout de même très bien l'hiver dans une pièce de maison/serre hors gel où elle deviendra vivace.
Ses feuilles sont charnues, duveteuses (pubescentes), obovales vert foncé bien que parfois vert clair comme les jeunes tiges. Elle forme une touffe étalée et retombante de 30 cm de haut souvent utilisée dans des suspensions et jardinières.
Ses fleurs mauves au cœur blanc apparaissent du début du printemps jusqu'en automne (suivant les conditions de culture), et sont disposées sur l’extrémité d'un long pédoncule jaillissant lui offrant une belle silhouette élégante et un peu folle.